# Ekiti
Ekiti er en delstat i den sydvestlige del af Nigeria, i indlandet, vest for Nigerfloden. Den blev oprettet i 1996, og var tidligere en del af delstaten Ondo. 

## Geografi
Ekiti grænser mod nord til delstaten Kwara, mod syd til delstaten Ondo, mod vest til delstaten Osun og mod øst delstat Kogi.

### Inddeling
Delstaten er inddelt i 16 Local Government Areas med navnene: Ado-Ekiti, Efon, Ekiti East, Ekiti South-West, Ekiti West, Emure, Gbonyin, Ido-Osi, Ijero, Ikere, Ikole, Ilejemeje, Irepodun-Ifelodun, Ise-Orun, Moba og Oye.

## Erhvervsliv
Hovederhverv er landbrug, med avl af korn, kakao, kokosnødder, gummi, citroner, kolanødder, dessertbananer, majs, ris, bønner, Yams og maniok. Der er også en del skovdrift.
Ekiti har også minedrift efter kaolin, cassiterit (tinerz), columbit, bauxit og granit.